# Atherigona arenga
Atherigona arenga är en tvåvingeart som beskrevs av John Russell Malloch 1936. Atherigona arenga ingår i släktet Atherigona och familjen husflugor.